# Cissus leemansii
Cissus leemansii là một loài thực vật hai lá mầm trong họ Nho. Loài này được Dewit miêu tả khoa học đầu tiên năm 1960.